# صمدآغا آغامعلی‌اوغلو
صمدآغا آغامعلی‌اوغلو (ترکی آذربایجانی: Səməd ağa Ağamalıoğlu; ۲۷ دسامبر ۱۸۶۷ – ۶ اکتبر ۱۹۳۰) سیاست‌مدار اهل جمهوری شوروی سوسیالیستی آذربایجان بود.